# Yella Rottländer
Yella Constance Rottländer (* 1964) ist eine frühere deutsche Schauspielerin und Kostümbildnerin und jetzige Ärztin.

## Leben
Sie trat erstmals 1973 in dem Wim-Wenders-Film Der scharlachrote Buchstabe in einer Nebenrolle auf. Anschließend war sie die Darstellerin der neunjährigen Alice in dem Wim-Wenders-Film Alice in den Städten von 1974. In diesem Film spielte sie an der Seite von Rüdiger Vogler ein Mädchen, das auf der Suche nach seiner Großmutter halb Deutschland durchquert. 1993 hatte sie einen Gastauftritt in In weiter Ferne, so nah! und spielte neben Vogler einen der Engel.
Nach diesen beiden Filmarbeiten sah man sie noch in der ZDF-Kinderserie Paul und Paulinchen (1976) als Paulinchen. Anschließend widmete sich Yella Rottländer freiberuflich der Kostümbildnerei, u. a. beim Fernsehmehrteiler Die Zweite Heimat, im Teamtheater München, dem Stadttheater Gießen und am Staatstheater Nürnberg.
Yella Rottländer ist verheiratet und hat zwei erwachsene Söhne. Sie lebt in München. Seit 2009 ist sie Ärztin. Sie promovierte 2014 an der Technischen Universität München mit einer Arbeit zur 3D-Rekonstruktionen bei der Therapie von Vorhofflimmern. 2016 war sie Fachärztin für Innere Medizin und arbeitete in einem medizinischen Versorgungszentrum für Rheumatologie in München-Planegg. Seit 2021 ist sie Rheumatologin und ist inzwischen Oberärztin mbF in der Klinik für Rheumatologie am Kantonsspital St. Gallen.

## Trivia
Yellas Großvater Justus Meyer ist der Bruder von Selma Meyer.